# Donna Edmondson
Donna Edmondson, född 1 februari 1966 i Greensboro, North Carolina, USA, är en amerikansk fotomodell. Hon utsågs till Playboys Playmate of the Month för november 1986 och till Playmate of the Year för 1987.